# Medina nervosa
Medina nervosa là một loài ruồi trong họ Tachinidae.